# Derschen
Derschen là một đô thị thuộc huyện Altenkirchen, bang Rheinland-Pfalz, phía tây nước Đức. Đô thị Derschen có diện tích 7,1 km², dân số thời điểm ngày 31 tháng 12 năm 2006 là 1128 người.
Điểm cao nhất có độ cao 400 mét trên mực nước biển.